# Lista över offentlig konst i Skara kommun
Lista över offentlig konst i Skara kommun är en ofullständig förteckning över främst utomhusplacerad offentlig konst i Skara kommun.
| Titel                                    | Konstnär(er)              | Årtal | Beskrivning                                          | Typ - material                         | Plats Koordinater                                               | Bild                               |
| ---------------------------------------- | ------------------------- | ----- | ---------------------------------------------------- | -------------------------------------- | --------------------------------------------------------------- | ---------------------------------- |
| Krönikebrunnen                           | Nils Sjögren              | 1939  |                                                      | brunn - brons, marumsgranit            | Stortorget koordinater saknas                                   | Krönikebrunnen                     |
| Flicka med bok                           | Britta Nehrman            | 1963  |                                                      | skulptur                               | Framför Gamla biblioteket, Biblioteksgatan 3 58.38702, 13.43932 | Flicka med bok                     |
| Skaradjäkne med sånglärka                | Wanja ”Nones” Håkansson   | 1988  |                                                      | skulptur - brons                       | Krabbelund, Skoltorget/Södra Kyrkogatan koordinater saknas      |                                    |
| Frihetsstenen                            | Bertil Y Svensson ”Byson” | 1985  |                                                      | sten                                   | Djäkneskolans gård, Järnvägsgatan koordinater saknas            |                                    |
| Kunskapens träd                          | Gösta Pettersson          | 1978  |                                                      | fasadutsmyckning - plåt, glas, mässing | Skaraborgsgatan 34 koordinater saknas                           |                                    |
| Frater Argentus Även känd som: Ostmunken | Erik Sand                 | 1974  |                                                      | skulptur                               | Järnvägsgatan/Skaraborgsgatan 58.3844, 13.43922                 | Frater Argentus                    |
| Skaraborgen                              | Walter Bengtsson          | 1984  |                                                      | torn                                   | Klostergatan/Skaraborgsgatan koordinater saknas                 |                                    |
| Durspelaren                              | Wanja ”Nones” Håkansson   | 1990  |                                                      | skulptur                               | Centrumgården, Skaraborgsvägen/Vallgatan koordinater saknas     |                                    |
| Minnesmärke över Gunnar Wennerberg       | Lenny Clarhäll            | 2003  | Minnesmärke över Gunnar Wennerberg i formen av ett W | skulptur                               | Rondellen vid Marumstorget koordinater saknas                   | Minnesmärke över Gunnar Wennerberg |
| Ylva och Ulf                             | Lenny Clarhäll            | 2002  |                                                      | skulpturgrupp                          | Västergötlands museums entré 58.38967, 13.4408                  | Ylva och Ulf                       |
| Labyrint                                 | Marie Beckman             | 1994  |                                                      | stengodsplattor                        | Västergötlands museums entré koordinater saknas                 |                                    |
| De odlade jorden                         | Jalmar Lindgren           | 1976  |                                                      | skulptur                               | Västergötlands museum 58.39003, 13.44047                        | De odlade jorden                   |
| Sändare och mottagare                    | Roland Anderson           | 1975  |                                                      | skulptur - plåt                        | Katedralskolan, Brunsbogatan 1 koordinater saknas               | Sändare och mottagare              |

## Fotnoter
1. ↑  Monument över träldomens avskaffande